# Zsuzsanna Kézi
Zsuzsanna Kézi (* 14. Mai 1945 in Bakonybánk als Zsuzsanna Pethő; † 18. Mai 2021 in Tata) war eine ungarische Handballtorhüterin.

## Karriere
Zsuzsanna Kézi spielte von 1964 bis 1978 beim Tatabányai Bányász SC. Für die ungarische Nationalmannschaft absolvierte sie 75 Länderspiele und gewann bei den Olympischen Spielen 1976 sowie bei der Weltmeisterschaft 1975 die Bronzemedaille.